# Притчино
Притчино — деревня в Щучанском районе Курганской области. Входит в состав Майковского сельсовета.

## История
До 1917 года входила в состав Миасской волости Челябинского уезда Оренбургской губернии. По данным на 1926 год состояла из 128 хозяйств. В административном отношении являлась центром Притчинского сельсовета Миасского района Челябинского округа Уральской области.

## Население
| 1989 | 2002 | 2010 |
| ---- | ---- | ---- |
| 162  | ↘58  | ↘22  |

По данным переписи 1926 года в деревне проживало 588 человек (282 мужчины и 306 женщин), в том числе: русские составляли 99 % населения.